# Viitorul Konstanca
Fotbal Club Viitorul Konstanca (rum. Fotbal Club Viitorul Constanța) – rumuński klub piłkarski, od 2012 do 2021 roku grający w Liga I, mający siedzibę w Konstancy w południowo-wschodniej części kraju.

## Historia
Chronologia nazw:
- 2009—2021: FC Viitorul Constanța

Klub został założony latem 2009 roku jako Viitorul Constanța. Klub jest własnością i został założona przez znanego na całym świecie rumuńskiego piłkarza Gheorghe Hagi. Klub, znany w języku angielskim jako "The Club Future Football", jest głównie skierowany na pielęgnowanie młodych talentów rumuńskich i posiada najlepsze klubowe zaplecze młodzieżowe w kraju. W sezonie 2009/10 po zakupie miejsca od CS Ovidiu debiutował w Serii II trzeciej ligi, w której zajął pierwsze miejsce i awansował do drugiej ligi. W pierwszym sezonie w Serii I Ligi II zajął 8 miejsce, a w drugim drugie miejsce i po raz pierwszy zdobył awans do pierwszej ligi.
21 czerwca 2021, Gheorghe Hagi, założyciel oraz właściciel klubu Viitorul Konstanca, Gheorghe Popescu, prezes Viitorulu i Ciprian Marica, właściciel Farulu Konstanca, zwołali konferencję prasową na której ogłosili, że kluby dokonały fuzji. Klub, który będzie występował w Lidze I będzie nosił nazwę Farul, a Viitorul w procesie fuzji przestał istnieć. Fotbal Club Farul Constanța 1920, zmienił również swoją nazwę na FCV Farul Constanța, gdzie FCV jest skrótowcem nazwy Fotbal Club Viitorul, i stał się spółką akcyjną. „Nowy” Farul będzie grał swoje mecze na Stadionie Viitorul, a Stadion Farul zostanie poddany modernizacji i rozbudowie.

## Sukcesy

### Trofea krajowe
| \| \| Zdobyte trofea w rozgrywkach Rumunii (stan na: 27-05-2021) \| |                                                            |      |                  |
| Rozgrywki                                                           | Osiągnięcie                                                | Razy | Sezon(y)         |
| · Mistrzostwo                                                       | I miejsce                                                  | 1    | 2017             |
| · Mistrzostwo                                                       | II miejsce                                                 | 0    |                  |
| · Mistrzostwo                                                       | III miejsce                                                | 1    | 2019             |
| Puchar                                                              | zdobywca                                                   | 1    | 2019             |
| Puchar                                                              | finalista                                                  | 0    |                  |
| Puchar                                                              | 1/16 finału                                                | 3    | 2011, 2012, 2013 |
| II liga                                                             | I miejsce                                                  | 0    |                  |
| II liga                                                             | II miejsce                                                 | 1    | 2012 (Seria I)   |
| II liga                                                             | III miejsce                                                | 0    |                  |
| Rumunia                                                             | Zdobyte trofea w rozgrywkach Rumunii (stan na: 27-05-2021) |      |                  |

- Liga III (D3):
  - mistrz (1x): 2010 (Seria II)

## Stadion
Klub rozgrywał swoje mecze domowe na stadionie Farul w Konstancie, który może pomieścić 15,500 widzów. W latach 2009–2012 Viitorul rozgrywał swoje spotkania domowe na starym stadionie w Ovidiu. Po awansie do Ligi I zagrał swoje pierwsze 3 mecze domowe na stadionie Oțelul w Gałaczu i potem przeniósł się na stadion Farul.

## Ostatni skład
| Nr | Poz. | Piłkarz                  |
| -- | ---- | ------------------------ |
| 1  | BR   | Árpád Tordai             |
| 2  | OB   | Darius Grosu             |
| 4  | OB   | Damien Dussaut           |
| 5  | OB   | Sebastian Mladen         |
| 7  | NA   | George Ganea             |
| 8  | PO   | Carlo Casap              |
| 12 | BR   | Valentin Cojocaru        |
| 13 | PO   | Cosmin Matei             |
| 15 | OB   | Alexandru Georgescu      |
| 17 | PO   | Andrei Ciobanu (kapitan) |
| 18 | PO   | Andrei Artean            |
| 20 | NA   | Florian Haită            |
| 21 | OB   | Alin Dobrosavlevici      |
| 23 | OB   | Virgil Ghiță             |

| Nr | Poz. | Piłkarz            |
| -- | ---- | ------------------ |
| 24 | PO   | Constantin Grameni |
| 25 | NA   | Aurelian Chițu     |
| 27 | PO   | Ely Fernandes      |
| 28 | PO   | Jon Gaztañaga      |
| 29 | OB   | Bogdan Lazăr       |
| 30 | PO   | Răzvan Grădinaru   |
| 34 | BR   | Cătălin Căbuz      |
| 42 | OB   | Gabriel Buta       |
| 49 | NA   | Luca Andronache    |
| 66 | PO   | Josemi Castañeda   |
| 77 | OB   | Radu Boboc         |
| 80 | NA   | Alexi Pitu         |
| 98 | PO   | Răzvan Matiș       |
| 99 | PO   | Ștefan Bodișteanu  |

## Europejskie puchary
Legenda do wszystkich tabel:
- Q – runda eliminacyjna, 1/16, 1/8, 1/4, 1/2 – odpowiednia faza rozgrywek, Grupa – runda grupowa, 1r gr – pierwsza runda grupowa, 2r gr – druga runda grupowa, F – finał, R – runda, PO – play-off
- k. – rzuty karne, los. – losowanie, Dogr. – dogrywka, w. – zasada bramek strzelonych na wyjeździe

| Sezon   | Rozgrywki     | Runda | Klub              | Dom | Wyjazd | Ogólnie    |
| ------- | ------------- | ----- | ----------------- | --- | ------ | ---------- |
| 2016/17 | Liga Europy   | 3Q    | KAA Gent          | 0–0 | 0–5    | 0–5        |
| 2017/18 | Liga Mistrzów | 3Q    | APOEL FC          | 1–0 | 0–4    | 1–4, Dogr. |
| 2017/18 | Liga Europy   | PO    | Red Bull Salzburg | 1–3 | 0–4    | 1–7        |
| 2018/19 | Liga Europy   | 1Q    | Racing Union      | 0–0 | 2–0    | 2–0        |
| 2018/19 | Liga Europy   | 2Q    | Vitesse           | 2–2 | 1–3    | 3–5        |
| 2019/20 | Liga Europy   | 2Q    | KAA Gent          | 2–1 | 3–6    | 5–7        |